# Comuna Racovița, Sibiu
Racovița (în maghiară Oltrákovica, colocvial Rákovica, în germană Rakowitz, în dialectul săsesc Rakevets, în poloneză Rakowice) este o comună în județul Sibiu, Transilvania, România, formată din satele Racovița (reședința) și Sebeșu de Sus. Prima atestare documentară a satului a fost descoperită într-un act de danie al voievodului Ioan de Hunedoara din 22 mai 1443. Satul este menționat pentru prima dată în documentele bisericești în 8 iulie 1647, într-un act prin care Gheorghe Rákóczi I îl numea pe popa Ion din Țichindeal protopop peste 17 sate din jurul Sibiului, printre care s-a numărat și Racovița. Bogata istorie a satului este legată în principal de înființarea graniței militare transilvănene de către împărăteasa imperiului Maria Terezia în 1765, Racovița făcând parte din Compania a VII-a a Regimentului I de Graniță de la Orlat. Începând încă din 1698, înainte de militarizarea completă a satului, Racovița, ca de altfel toate localitățile aparținătoare regimentului orlățean, s-a confruntat cu o serie de conflicte interconfesionale petrecute la jumătatea secolului XVIII împotriva procesului de unire a mitropoliei ortodoxe de Alba-Iulia cu Biserica Catolică a Romei.
Grănicerii racoviceni și populația Racoviței au participat în mod activ la evenimentele revoluționare din 1848 și o dată cu desființarea graniței militare din anul 1851, satul a avut o serie de personalități care s-au implicat în gestionarea Fondului școlastic al fostului regiment orlățean, precum și membrii activi ai Asociației Transilvane pentru Literatura Română și Cultura Poporului Român.
Racovița s-a remarcat în Primul Război Mondial prin vitejia ostașilor trimiși pe frontul „Poloniei rusești” , al Galiției, Albaniei, Italiei, Serbiei și chiar al Franței, participând din 1916 la Marea Unire din 1918.

## Geografie

Ambianța naturală a localității

Comuna Racovița, este așezată la poalele Vârfului Suru (2281m), pe zona de contact dintre dealurile submontane ale Munților Făgăraș și terasa joasă, aluvionară, de pe malul stâng al Oltului, la o altitudine de 385 metri.
Localitatea se mărginește spre nord și nord-est cu hotarul orașului Avrig, hotar care se întinde de la confluența Văii Mârșa cu Oltul și până în Vârful Sorliței, hotar trasat după anul 1200 și marcat ca atare cu semne de hotar numite 'morminți'.
De aici, din punctul numit „La tri metri” , începe hotarul cu satul Sebeșu de Sus, care coboară spre sud-vest peste „fruntea Moașii” , „Plăieț” , „Șanțu Săghișului” , continuat cu „Pârâul Hotărăl” până la vărsarea acestuia în râul Olt.
Spre vest, granița cu orașul Tălmaciu o formează piscul „Cioru” (541 m), continuată fiind de trupul de hotar numit „Brătianu” iar spre satul Bradu, delimitarea o face râul Olt.
Suprafața așezării este de cca. 3,5 km² și coordonatele geografice sunt: 45° 40' și 45” latitudine nordică, corespunzătoare orașului Focșani, și 24° 20' și 38” longitudine estică, corespunzătoare orașului Rîmnicu Vîlcea.
Distanța către localitățile apropiate:
- până la Mârșa – 3 km
- până la Avrig – 6 km
- până la Sebeșu de Sus – 3 km
- până la Tălmaciu – 7 km
- până la Sibiu prin Tălmaciu – 27 km
- până la Sibiu prin Avrig – 32 km
- până la Orașul Victoria – 41 km
- până la Făgăraș – 60 km

Prin apropierea localității trece calea ferată Sibiu – Făgăraș – Brașov.

## Istorie

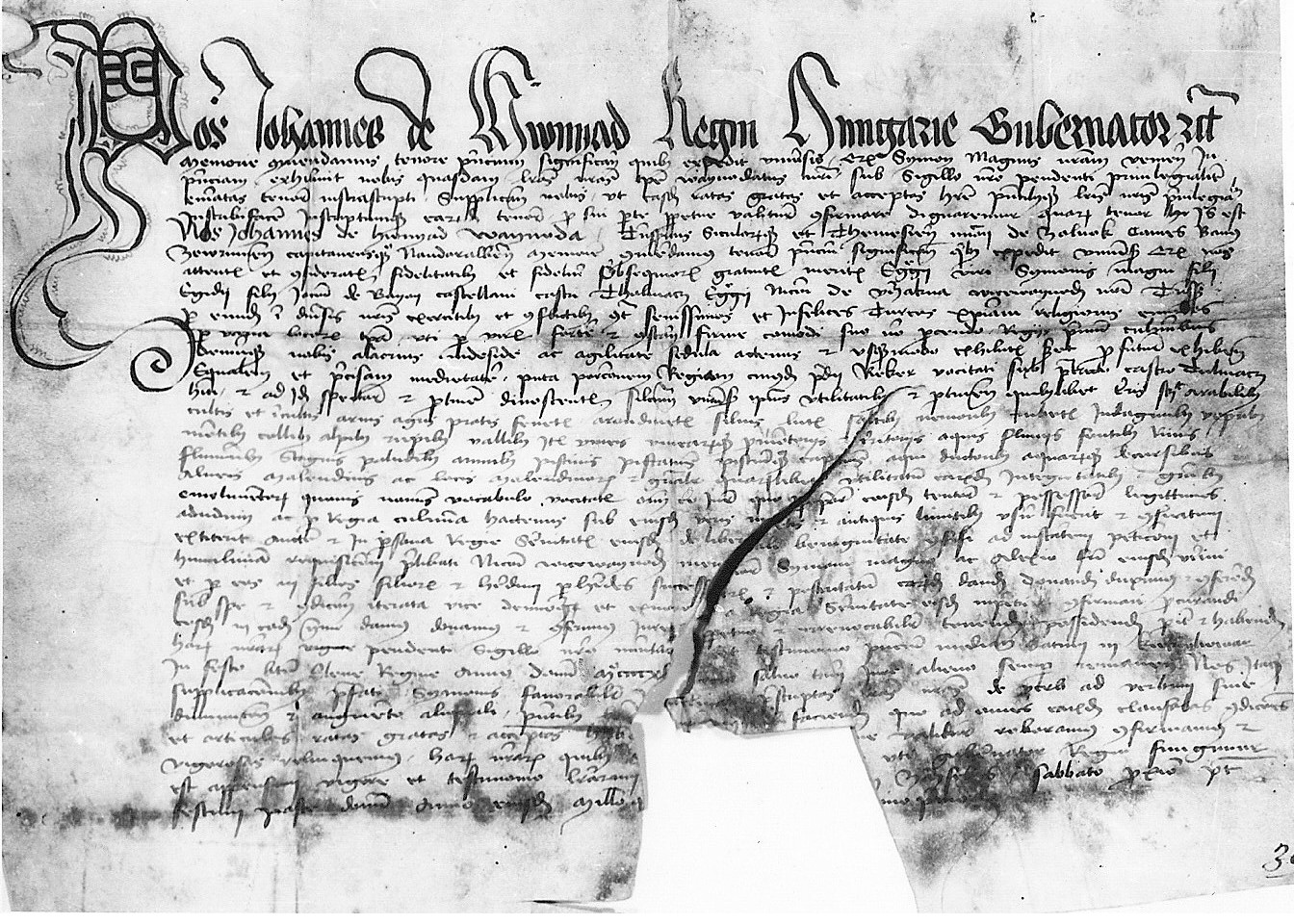
Prima atestare documentară a Racoviței, 22 mai 1443

Din cauza puținelor descoperiri arheologice făcute în zona localității Racovița, cercetătorii au recurs la studierea toponimiei și folclorului local pentru a putea stabili vechimea așezării. Astfel, se menționează în literatura de specialitate că denumirea locală „La Cetățuică” , dat ipoteticei întărituri de pe vârful de deal aflat la cumpăna apelor „Valea Lupului” și „Valea Mârșa” , ar fi făcut parte dintre „cetățile dacice puțin cunoscute astăzi” .
Caracter dacic sau chiar roman i se atribuie și „Cetății” aflată la altitudinea de 846m în pădurea „Braniștea” , pe culmea care formează hotarul dintre Racovița și Avrig, însă istorici mai noi datează „Cetatea” în a doua jumătate a secolului al XIII-lea.

Toporaș de silex, vechime de cca. 600.000 de ani

Deși prima atestare documentară a localității este relativ târzie - 1443-, urme ale locuirii omului pe aceste locuri datează încă din protopaleolitic. O descoperire în acest sens este cea făcută de elevul Lupea Dorin, în 1972. Este vorba de un toporaș de mână (cioplitor) unifacial, confecționat din silex, folosit atât pentru lovit și tăiat cât și pentru cioplit și răzuit, aparținând așa-zisei „culturi de prund”. Având o vechime de cca 600.000 î.d.H., descoperirea a permis specialiștilor să includă sudul Transilvaniei în aria pe care s-a petrecut procesul de antropogeneză de pe teritoriul României. Toporașul se află în prezent la Muzeul județean de istorie din Sibiu. Altă descoperire arheologică este cea din anul 1974 când în pietrișurile extrase din Olt s-a găsit un ciocan confecționat din piatră șlefuită datat la sfârșitul epocii neolitice, a cărui vârstă a fost apreciată de către arheologul sibian prof. Iuliu Paul, la 3600 ani. Vestigii din epoca bronzului au fost descoperite de-a lungul timpului și adunate de către familia de preoți Florianu după 1855, dar s-au pierdut o dată cu dispariția familiei din sat.
Dr. Petre Beșliu Munteanu a descoperit în 2009 pe teritoriul comunei Racovița situl unei cetăți a cărei datări încă nu este cunoscută. P.B.Munteanu a început o campanie de atragere de tineri pasionați de istorie pentru a începe campania de cercetări arheologice.
Prima atestare documentară a satului – 22 mai 1443 – se regăsește în actul de danie prin care voievodul Ioan de Hunedoara a donat lui Simion Magnus, castelanul Tălmaciului precum și urmașilor săi, jumătate din prediul (cătunul) Reken – Racovița de astăzi - – ceea ce îndreptățește să considerăm că până la această dată localitatea constituia proprietatea coroanei maghiare. Anul 1443 a coincis cu perioada aparițiilor primelor incursiuni turcești în Transilvania, cu urmări din cele mai grele pentru locuitorii așezărilor din apropierea pasului Turnu Roșu.

Racovița în Harta Iosefină a Scaunului filial al Tălmaciului, 1769–73

Pentru a putea face față noii situații, regele Ladislau al V-lea la data de 3 februarie 1453, dăruiește sașilor din cele „Șapte scaune” – uniune teritorial administrativă săsească cu sediul în Sibiu – domeniul feudal al Tălmaciului, de acum încolo racovicenii fiind obligați să presteze diferite sarcini cu caracter feudal. Din acest moment, Racovița va apărea în perioada 1453 – 1700, din ce în ce mai des în scrierile vremii cu peste 50 de documente cu caracter feudal, vizând donații și arendări, vânzări, cumpărări și răscumpărări, zălogiri și reambulări de hotare în care sunt implicați domni de pământ și personalități înalte ale țării cum ar fi Cristofor, Sigismund și Ștefan Bathory, George Basta și alții.
Ca urmare directă a trecerii Transilvaniei sub stăpânirea austriacă
după anul 1688, în istoria Racoviței se înscriu două evenimente care-i marchează sfârșitul secolului al XVII-lea:
- Unirea cu Biserica Romei.
- Întocmirea primei conscripții cunoscute a localității, respectiv cea din 1698[22], care va inaugura pe cele din secolele următoare, cele mai cunoscute sunt întocmite pentru anii: 1721–1722, 1733, 1750, 1765–1766, 1851, 1910 și 1930.

Se impune precizarea că până în anul 1766, Racovița a aparținut de două unități administrativ-politice complet diferite, „granița” dintre ele formând-o valea care trece prin mijlocul ei. Două treimi ale așezării, cu hotarul aferent, stătea sub jurisdicția Scaunului Sibiului, motiv pentru care se numea „partea scăunală”. Partea dinspre Avrig, respectiv cealaltă treime, se afla sub stăpânirea a numeroși domni de pământ și se numea „partea iobăgită” , ea stătea sub ascultarea autorităților comitantese.

## Monumente

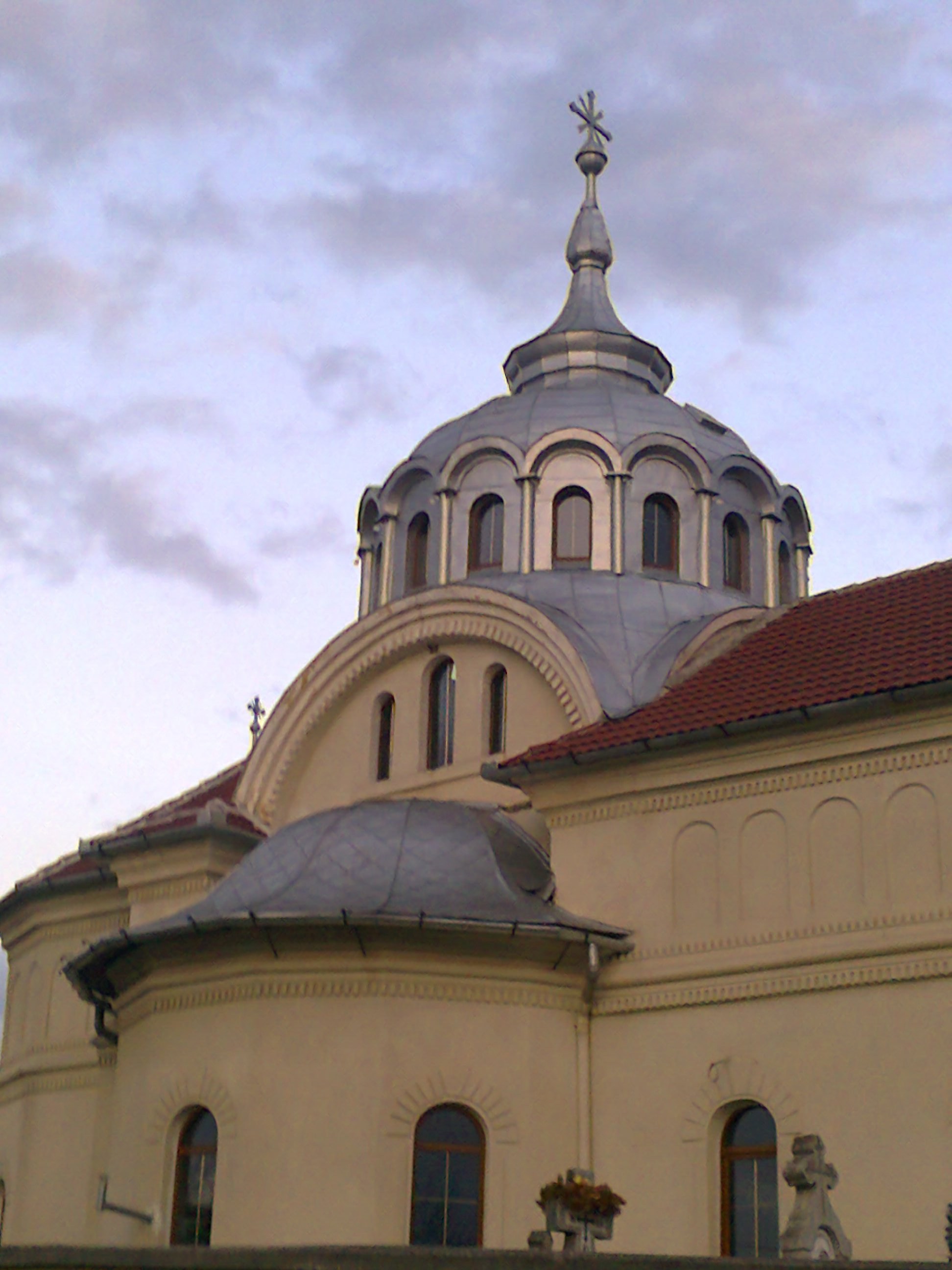
Biserica „Sf. Apostoli Petru și Pavel” din Sebeșu de Sus

Monumentul Eroilor Români

- Biserica „Sfânta Treime” din Racovița, sfințită în anul 1887 de mitropolitul greco-catolic Ioan Vancea, trecută în anul 1948 în folosința Bisericii Ortodoxe Române de către autoritățile comuniste.
- Monumentul Eroilor Români din Primul și Al Doilea Război Mondial din Racovița, a fost ridicat și dezvelit în 1938. Obeliscul are o înălțime de 5,5 m și un postament de 2,2 m, fiind realizat din piatră de râu, placată cu marmură. Obeliscul este împrejmuit cu un gard din plasă de sârmă cu cadru metalic. Pe fațada Monumentului sunt înscrise numele a 46 eroi români căzuți între 1916–1918 și numele a 18 eroi români căzuți între 1941-1944. Pe placa de marmură se află, de asemeni, un înscris memorial în care se spune: „Veșnică să fie pomenirea eroilor din Racovița morți în Primul Război Mondial 1914-1918 și a soldaților români căzuți pentru întregirea neamului românesc, pe hotarele comunei noastre în anul 1916. Căminul cultural „Astra” Racovița” .
- Biserica „Sf. Apostoli Petru și Pavel” din Sebeșu de Sus cod LMI SB-II-m-B-12544, Str. Bisericii 275, 	1760, extinderi 1909.
- Monumentul Eroilor Români din Primul și Al Doilea Război Mondial din Sebeșu de Sus.

## Administrație
Comuna Racovița este administrată de un primar și un consiliu local compus din 11 consilieri. Primarul, Andreea Voicu[*], de la Partidul Național Liberal, este în funcție din octombrie 2020. Începând cu alegerile locale din 2024, consiliul local are următoarea componență pe partide politice:
|  | Partid                    | Consilieri | Componența Consiliului | Componența Consiliului | Componența Consiliului | Componența Consiliului | Componența Consiliului | Componența Consiliului | Componența Consiliului | Componența Consiliului |
|  | ------------------------- | ---------- | ---------------------- | ---------------------- | ---------------------- | ---------------------- | ---------------------- | ---------------------- | ---------------------- | ---------------------- |
|  | Partidul Național Liberal | 8          |                        |                        |                        |                        |                        |                        |                        |                        |
|  | Partidul Social Democrat  | 3          |                        |                        |                        |                        |                        |                        |                        |                        |

Denumirea localității Racovița derivă de la substantivul slav „racov” , cu înțelesul de „rac, apă, pârâu cu raci”  sau constituie un diminutiv al toponimului „Racova”  de aceeași sorginte. Pentru etimologia slavă a așezării, mai subscriu și alți autori, cu ar fi: W. Scheiner, G. Kisch, Emil Petrovici precum și istoricii C. C. Giurescu și D. C. Giurescu. După alte studii, se susține că toponimul „Racova” este de formație româneasca, dar ținând cont de faptul că primele două sigilii(ștampile) cunoscute ale Racoviței datând din 1850 au ca siglă imaginea unui rac, opinia specialiștilor se pare că primează.
Numele Racovița îl poartă peste 10 localități situate în diverse județe ale țării precum și numeroase pâraie, văi, foste moșii, păduri și terenuri, ca și o mânăstire din Belgrad și un sat din obștina Makreș aparținătoare de ținutul Vidinului.
De-a lungul timpurilor așezarea a cunoscut o varietate de nume:
- Primul înscris medieval în care este menționată, este cunoscuta diplomă a regelui Ungariei Ladislau al V-lea din 3 februarie 1453[34], ce identifică sub numele de Reker alte denumiri ale Racoviței cum ar fi Rewka, Reke, Reuke și Renke, ce apar în documente din anii 1441[35] și 1443[36]. Apoi au apărut noi forme ale numelui ca: Rakovicza și Racovitza în 1453[37], Rackawytz în 1494[38] precum și Rakowice în 1698[39].
- După anul 1851 numele așezării apare sub forma de „Racoviția” și spre sfârșitul secolului al XIX-lea localitatea a purtat numele de Oltrakowicza[40], probabil pentru a o deosebi de Racovița din Banat, provincie aflată și ea sub dualismul austro-ungar.
- După primul război mondial s-a numit Racovița-Olt precum și „Racovița-Oltului” până în 1931[41].

Sigiliul comunei Racovița din anul 1876, cu inscripția
” SIEGEL DER GEM[einde]. COMUNA RACOWITZA”

Nume dat așezării de către locuitorii satelor din jur:
- Avrigenii - Racoița;
- Brădenii - Racohița;
- Sebeșenii „de sus” – Racoța;
- Sebeșenii „de jos” – Racuița sau Racuța[42].

Nume dat locuitorilor satelor din jur de racoviceni :
- Avrigenilor – „daci” , „jițe rele” sau „obedari” ;
- Săcădățenilor – „sâmburari” ;
- Sebeșenilor „de sus” – „buhoi” sau „milătărci plouate” ;
- Sebeșenilor „de jos” – „boștinari” ;
- Cei din Porcești(Turnu Roșu) – „poșteni” sau „goace” ;
- Cei din Tălmăcel și Sadu – „gușe”.

Nume dat racovicenilor de locuitorii satelor din jur: „scorțari” 

## Viața bisericească

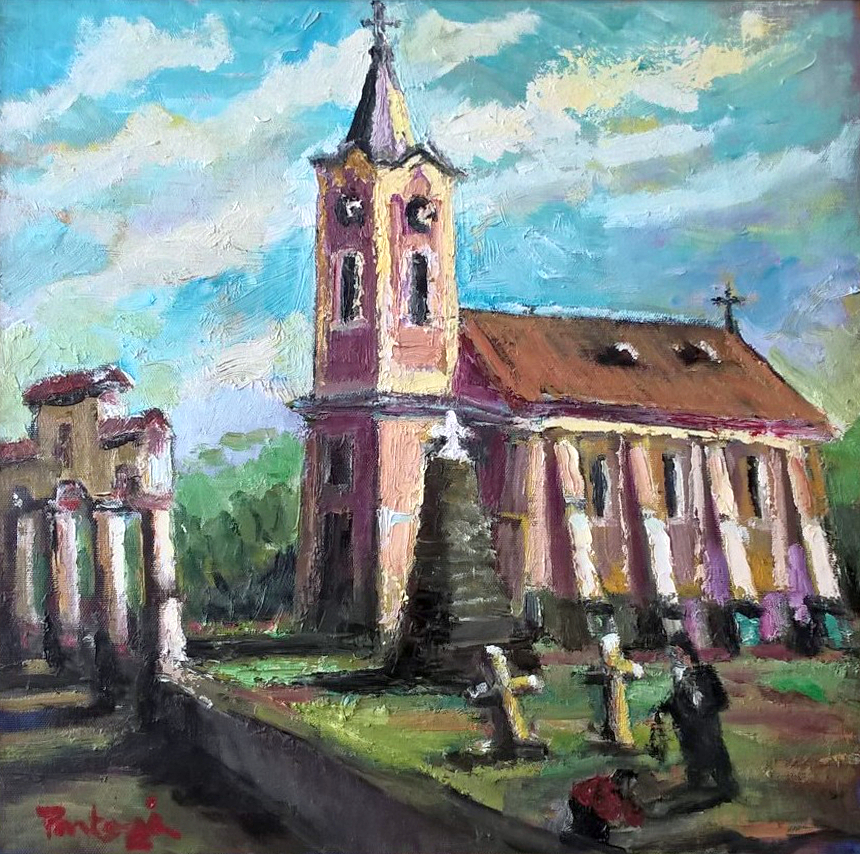
Biserica din Racovița, pictură în ulei de Valeriu Pantazi

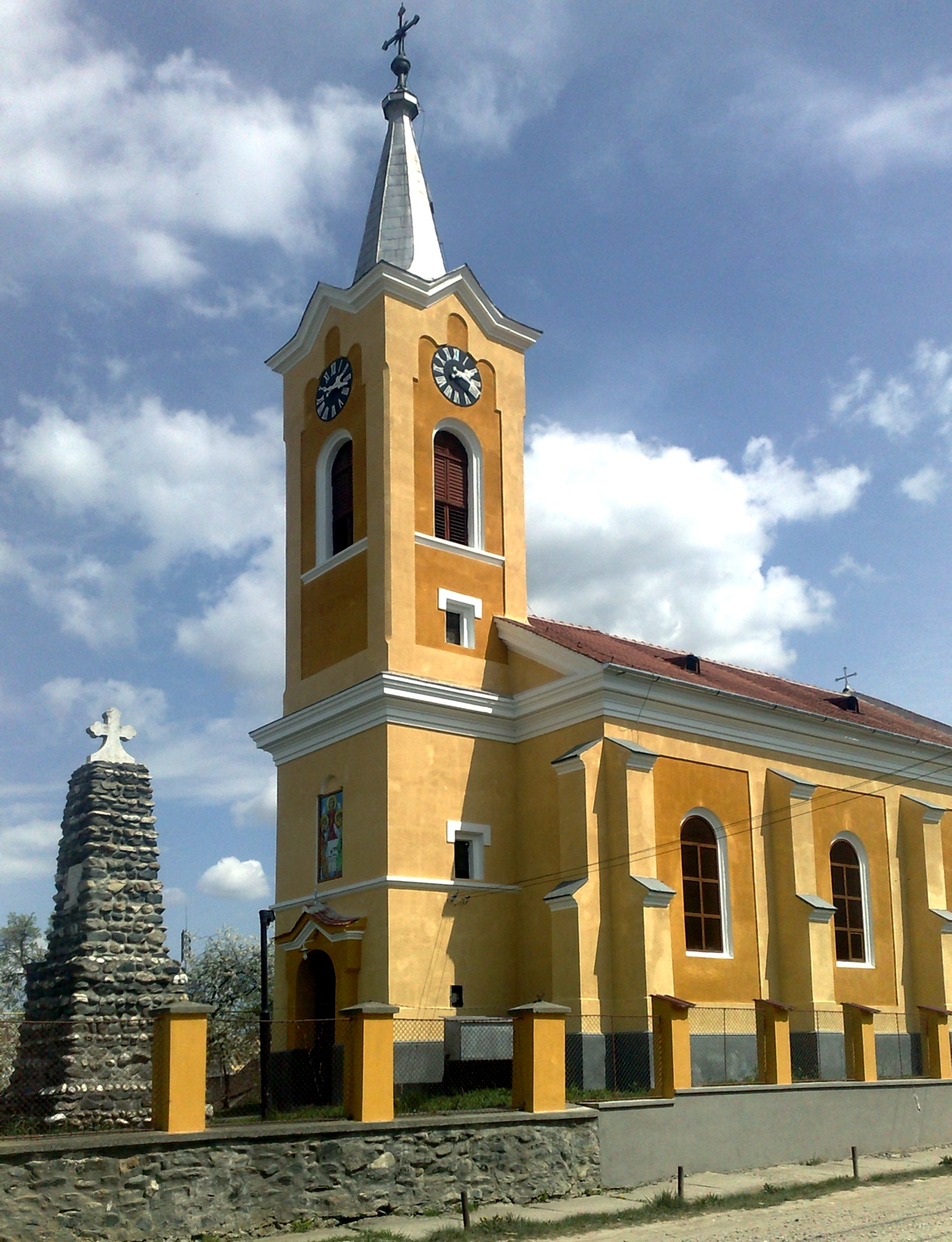
Turnul bisericii

Ca și în alte domenii, mărturiile scrise despre viața bisericească a satului până în anul 1700 sunt încă nedescoperite, situație întâlnită și prin satele din jur. Biserici mai vechi decât cele cunoscute din documentele conscripțiilor ce au urmat anului 1700, nu pot fi identificate documetar ci doar arheologic sau din tradiția orală, care menționează o bazilică romană, ce este posibil să fi fost ridicată „În deal” . Deși până în anul 1765, satul avea două jurisdicții diferite, „partea scăunală” și cea „iobagită” , sub aspect confesional, chiar dacă existau și locuitori de alt rit, satul avea un singur lăcaș de închinare.
Primul document cunoscut privind viața religioasă a racovicenilor este diploma dată de către principele Gheorghe Rákóczi I din 8 iulie 1647, prin care acesta numește pe popa Ion din Țichindeal ca protopop peste 17 sate din jurul Sibiului, printre care se numără și Racovița. Din conținutul acestei diplome se desprinde faptul că la acea dată, biserica din Racovița era deja supusă superintendentului calvin, cu toată împotrivirea mitropolitului Simion Ștefan, care-l împiedicase pe acesta să uzeze de drepturile care i-au fost acordate. De altfel, în această perioadă, biserica românească din scaunele săsești rămăsese sub jurisdicția vlădicului Simion, însă Racovița fiind subordonată parțial și organelor administrative comitatense, ale comitatului Alba, este posibil să nu fi beneficiat de acest regim.

## Școala

Fosta școală grănicerească

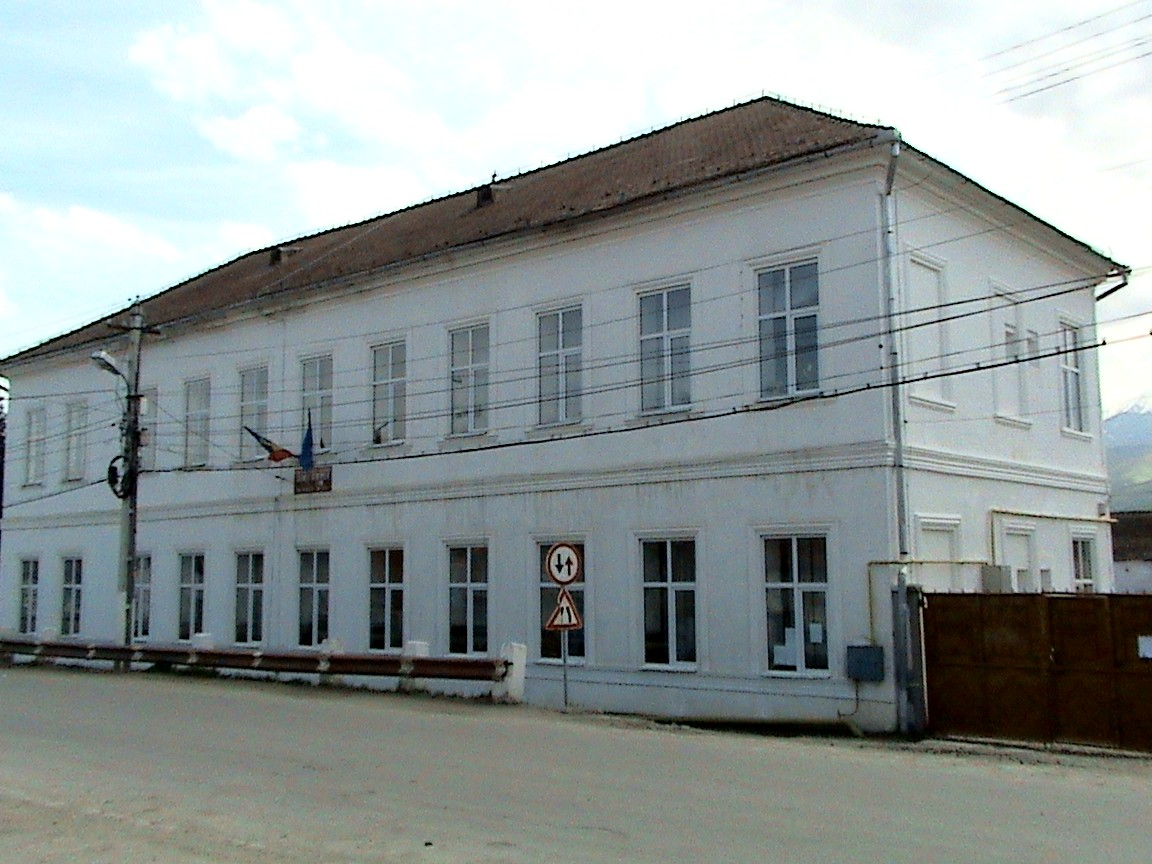
Actuala școală, cu clasele I–VIII

În contextul în care românii din Transilvania au fost considerați ca națiune „tolerată“ secole întregi, neavând dreptul la învățătură, primele forme de învățământ s-au desfășurat pe lângă biserică, singura organizație națională îngăduită poporului român. Astfel, „diecii” sau „grămăticii” învățau pe copii, rugăciunile, cântările bisericești și mai rar scrisul sau cititul. Primii racoviceni despre care se poate spune că au cunoscut scrisul și cititul sunt semnatarii actului de zălogire al muntelui Suru către cămătarul Iacob Felekiensis din Avrig, datat în anul 1627.
În conscripțiile secolului al XVIII-lea se menționează existența unor racoviceni care îndeplineau diferite funcții pe lângă castelanii de la Turnu Roșu, pe lângă organele scăunale de la Tălmaciu, precum și pe lângă cele două curți din sat, ca: plăieși, călărași, crainici, libertini etc., „slujbe” care implicau o minimală știință de carte. Ținând cont de aceștia dar și de faptul că în conscripțiile amintite sunt menționați numeroși preoți care îndeplineau funcțiile de „grămătici” , cum a fost cazul lui Ioan Vasile în 1721, respectiv de dascăli ai școlilor sătești, se poate conchide că, deși neatestată documentar până acum, cel puțin începând cu secolul al XVIII-lea, în sat a ființat o școală modestă, care a putut funcționa pe lângă „Biserica 'a veche” , din „Deal” . Cazul nu a fost singular în acele vremuri, el fiind menționat de N.Iorga, care afirma că în satele transilvănene „se găsea cine să învețe pe copii scrisul și cititul” .
Rescriptul împărătesei Maria Terezia din 9 septembrie 1743 care nu numai că a consimțit dreptul copiilor de iobagi români de a frecventa școala, dar prevedea și pedepse pentru „domnii de pământ” , de care satul nu ducea lipsă, care ar fi îndrăznit să nesocotească înalta poruncă, a dat impuls și școlii din Racovița. Acest lucru este consfințit de mențiunile tot mai dese după acest an în conscripțiile vremii de „magisteri” și „ludimagisteri” , cum au fost Popa Stan și Popa Toader în perioada 1755–1761.

## Economie

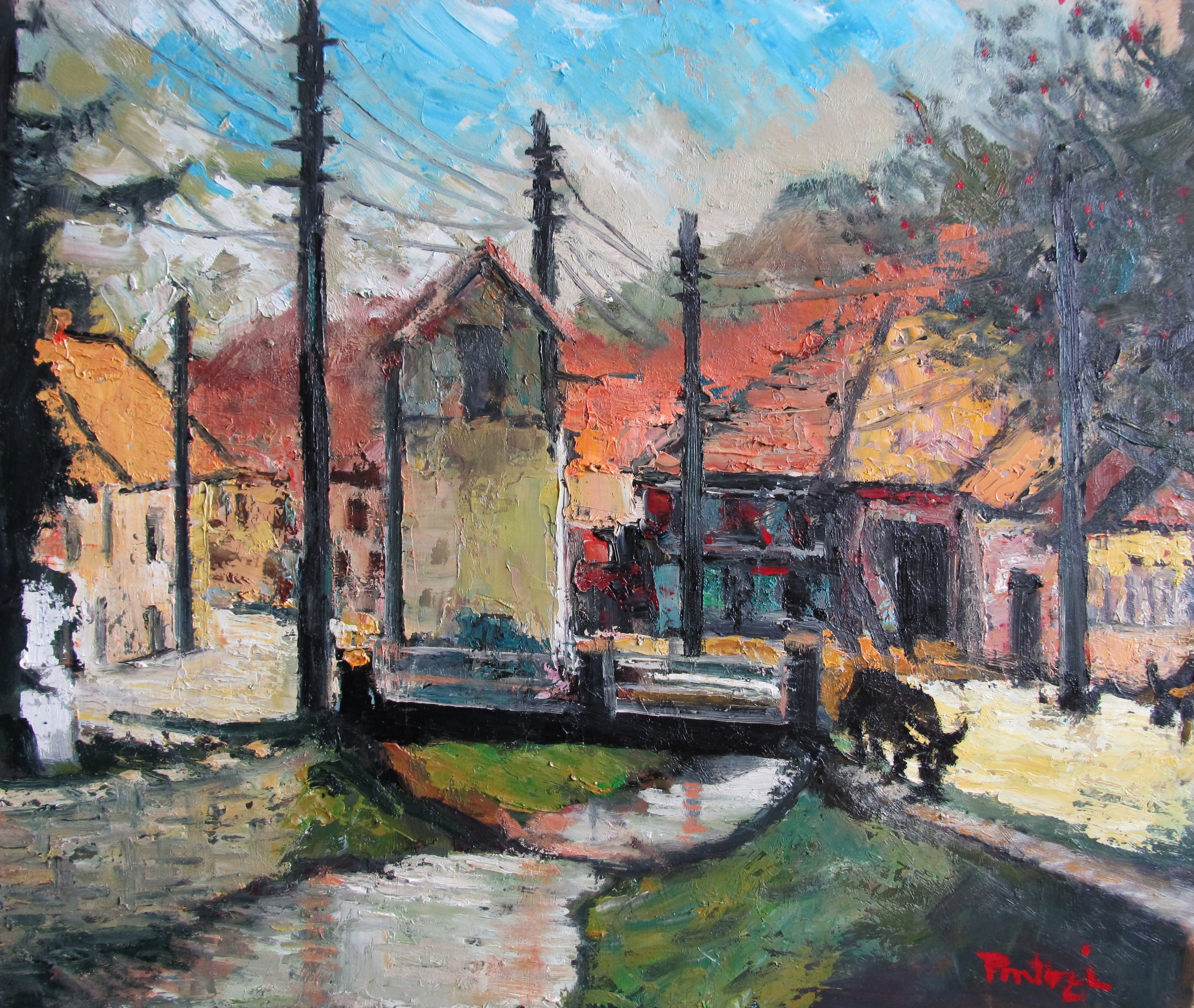
Peisaj din Racovița, pictură în ulei de Valeriu Pantazi

Cele mai vechi date găsite până acum privind întinderea suprafețelor de teren ale satului aparțin secolului al XIX-lea, astfel în anul 1845 aceasta era de 4152.27 jugăre, pentru ca în 1881 ea să crească la 6417 jugăre așa cum se consemnează în recensământul general din 1910 și-n anii următori în diferite publicații cu caracter statistic. În linii mari suprafața terenurilor a rămas aceeași cu toate litigiile cu comunitățile vecine Bradu și Avrig și a reambulărilor ce au avut loc de-a lungul timpului. Ce s-a pierdut prin vânzarea către avrigeni a muntelui „Racoviceanu” în 1914, s-a câștigat prin reforma agrară din 1921 Arhivat în 4 martie 2016, la Wayback Machine., iar ce s-a expropiat în 1937 pe seama Uzinelor „Mîrșa” , s-a compensat prin efectele Reformei agrare din 1945-1946.
Pierderi de terenuri s-au consemnat începând din anii 1960 când au apărut construcții și unități social-economice cum au fost:
- Balastiera Sebeș-Olt.
- Gara C.F.R.
- Blocurile de locuințe ale salariaților Uzinei „Mîrșa” ce au înghițit o parte a pășunii din „Coprine” .
- Întreprinderea de selecționare, creștere și îngrășare a porcilor (I.S.C.I.P.) pe terenul din „Butinei” .
- Terenuri mari au fost amenajate hidrografic pentru construirea hidrocentralei de pe Olt.

Încă de la primele conscripții ale satului se știe că locuitorii practicau o agricultură sedentară, bienală, cu suprafața arabilă împărțită în două „câmpuri” , numite și „hotare” sau „călcături” , sistem datând de pe vremea romanilor. Alte denumiri sub care se întâlnesc hotarele satului în conscripțiile secolului al XVIII-lea sunt acelea de „Territorio inferiori” și „Territorio superiori” .
| Anul | „Dealu” și „Racovicioara” | „Fața” și „Valea Lupului” | „Butineiul” și „Coprinele” |
| ---- | ------------------------- | ------------------------- | -------------------------- |
| 1    | grâu                      | porumb                    | ogor                       |
| 2    | porumb                    | ogor                      | grâu                       |
| 3    | ogor                      | grâu                      | porumb                     |

| Categoria de folosință | 1845             | 1927             |
| ---------------------- | ---------------- | ---------------- |
| Arabil                 | 997,63           | 1056             |
| Fânețe                 | 334,82           | 772              |
| Grădini                | 67,18            | lipsă date       |
| Pășuni                 | 250,75           | 718              |
| Păduri                 | 2.501,89         | 1524             |
| Unitate de măsură      | Un jugăr=5775 mp | Un jugăr=5775 mp |

Cu prudența de rigoare se poate considera că „hotarul de jos” se întindea între actualul drum județean Tălmaciu-Racovița-Avrig și râul Olt, iar „hotarul de sus” între drumul amintit și până la poalele pădurilor.
Spre sfârșitul secolului al XVIII, s-a trecut la practicarea unei agriculturi sedentare trienale, după modelul săsesc, numit „Dreifelderwirtschaft” . Potrivit acestuia suprafața arabilă a satului era împărțită în trei „trupuri” (părți), pe fiecare dintre ele semănându-se prin rotație toamna, grâu sau secară și primăvara - ovăz, porumb sau cartofi, în al treilea an terenul fiind lăsat ogor „să se odihnească” conform tabelului.
O singură suprafață de teren nu avea nevoie de un astfel de sistem trienal:lunca Oltului precum și „Mestecănișul” care trebuia să fie „gunoit” (îngrășat).
Aspecte ale agriculturii racovițene, comune cu cele ale altor localități transilvănene sunt:
- Racovița n-a cunoscut marea proprietate și ca urmare, până în anul 1765 iobagii aveau sesii personale, atribuite prin tragere la sorți[64], pe care le lucrau împreună cu familiile lor, plătind dijmele impuse de stăpânitori.
- În timpul graniței militare, sesiile erau nominalizate și decretate indivizibile, rămânând în posesia acelorași familii și după desființarea ei. Până în anul 1851 puține familii aveau două „moșii” ce depășeau împreună 20 de hectare.
- După 1851 a început procesul de divizare a proprietății agricole, proces ce a durat până în anul 1950 când regimul comunist a colectivizat în întregime agricultura satului. Această divizare poate fi exemplificată prin Nicolae Drăgoiu care numai în „Mestecăniș” avea 18 „locuri” (parcele).

| Unelte agricole           | Statistică 1943 |
| ------------------------- | --------------- |
| Mașini de treierat        | 3 buc           |
| Mașini de semănat păioase | 4 buc           |
| Mașini de semănat porumb  | 306 buc         |
| Mașini de bătut porumb    | 1 buc           |
| Trioare                   | 2 buc           |
| Mori cu ciocane           | 1 buc           |
| Grape simple              | 389 buc         |
| Care cu boi               | 204 buc         |
| Căruțe cu cai             | 90 buc          |

Caracteristici ale agriculturii racovițene:
- Creșterea populației și întinderea limitată a suprafețelor arabile a silit locuitorii să lucreze pământul „în parte” , fie în hotarul Racoviței, fie în cel al satelor vecine, în special al Bradului, practică menționată înca din secolul al XVII-lea[65]. În acest context se poate face afirmația că Racovița a fost un sat de „mijlocași” , situație reflectată și în recensământul din 1910, când se consemnează doar 110 locuitori ce posedau peste 10 jugăre de pământ, în timp ce alți 162 se înscriau sub această cotă[66].
- Un procent infim dintre locuitori nu posedau pământ, respectiv țiganii și „străinii” , aceștia din urmă pripășiți prin sat în diferite împrejurări. Și la aceste categorii era însă evidentă tendința de a cumpăra pământ în sat cât și prin satele vecine.
- Până la „colectivizarea” din 1950, fiecare gospodărie avea o „porneală” , respectiv unul sau două atelaje cu vite de tracțiune precum și toate uneltele necesare lucrării pământului, unele în proprietate personală și altele aparținând unor asociați care le puneau la dispoziția tuturor celor interesați.
- Datorită solului sărac, inundațiilor Oltului, anilor secetoși, anilor cu ierni târzii, precipitațiilor asociate frecvent cu grindina, producția era nesatisfăcătoare la majoritatea culturilor agricole, uneori nu se recolta nici măcar echivalentul sămânței folosite. În situațiile de acest gen, deficitul de cereale se acoperea prin aducerea lor cu „vagonu” din Bărăgan sau Dobrogea, fie de către organe de stat, fie de negustori de meserie cum au fost: Irimie Foarcoș, frații Dionisie și Emilian Stoica.

Principala unitate economică aflată pe teritoriul comunei este Centrala Hidroelectrică Racovița inaugurată de către Prim-ministrul României, Victor Ponta în data de 19 decembrie 2013. Centrala are o putere instalată de circa 31,5 MegaWați, ea având instalate două hidroagregate verticale de tip Kaplan. Centrala are dimensionată o producție anuală de 73,99 GigaWațiOră. Întregul sistem hidroenergetic se desfășoară pe o lungime de 8,6 km cu o suprafață de 334,89 de hectare. Volumul total al lacului de acumulare este de 14,83 milioane de metri cubi. Digul drept al malului lacului de acumulare are o lungime de 4,657 km, cel stâng de 14,775 km.

## Populația

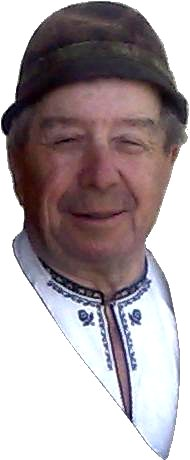
Localnic în cămașă tradițională și clop ciobănesc

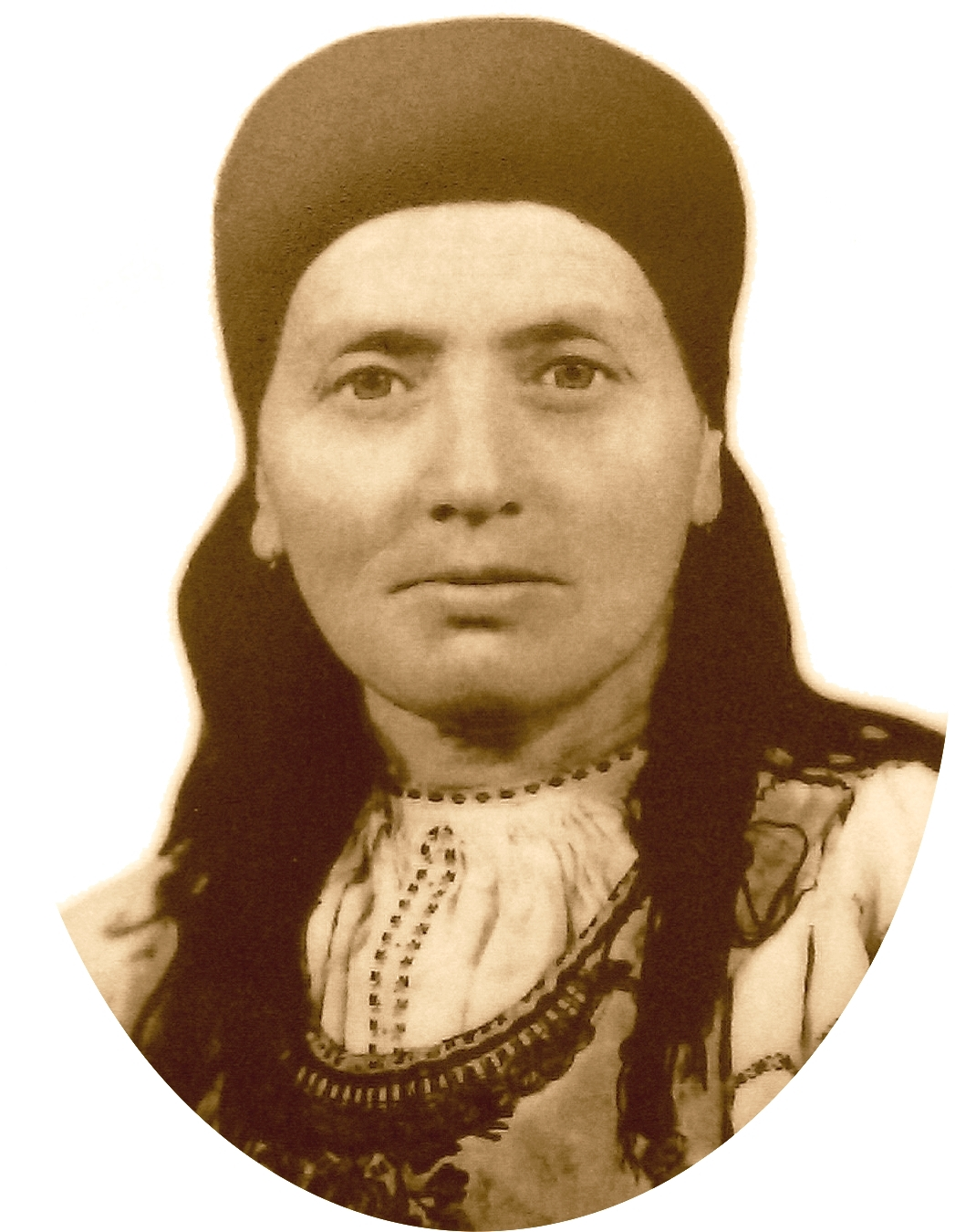
Racoviceană în port popular

Informații privind numărul populației ce trăia pe aceste meleaguri parvin din conscripțiile care s-au făcut începând din anul 1698. Cifrele menționate în aceste conscripții în ce privește populația nu exprimau întotdeauna adevărata stare de lucruri, astfel:
- Conscripțiile confesionale ale secolului al XVIII-lea aveau tendința de a exagera numărul populației în vederea obținerii unor drepturi suplimentare pe seama credincioșilor sau a slujitorilor altarului.
- Conscripțiile de tip economic aveau tendința de a minimaliza numărul populației, în sensul că iobagii se sustrăgeau sistematic de a fi conscriși atât ei, cât și avutul lor, pentru a scăpa în acest fel de impunerile apăsătoare care urmau după întocmirea unor astfel de documente.

Pentru acest motiv, cel puțin până în 1765 când noile autorități au impus efectuarea unor conscripții cât mai exacte, se poate considera că cifrele referitoare la populația Racoviței nu sunt chiar corecte.
O altă sursă de informații privind populația localității, o constituie registrele matricole apărute spre sfârșitul secolului al XVIII-lea în cadrul fiecărei parohii, care au fost folosite până la sfârșitul secolului al XIX-lea când, potrivit Legii XXXIII, pe lângă fiecare dregătorie comunală au fost înființate oficii de stare civilă. Parohia Racovița a ținut și ea astfel de matricole, cea mai veche mențiune despre ele datând din anul 1784, în 1803 acestea fiind „purtate” în limba latină de către preotul Chiril Țopa. Dintre aceste documente, în ziua de astăzi au mai rămas doar:
- Matricola botezaților 1839 – 1880 la Arhivele Statului Sibiu, fondul Starea Civilă, cota R2.
- Protocolul cununaților 1839 – 1885 la Arhivele Statului Sibiu, fondul Starea Civilă, cota R3.
- Protocolul morților 1839 – 1886, la Arhiva Parohiei Racovița.

| \| \| Graficele sunt indisponibile din cauza unor probleme tehnice. Mai multe informații se găsesc la Phabricator și la wiki-ul MediaWiki. \| | |
| | Graficele sunt indisponibile din cauza unor probleme tehnice. Mai multe informații se găsesc la Phabricator și la wiki-ul MediaWiki. |

| Racovița, Sibiu - evoluția demografică \| \| Graficele sunt indisponibile din cauza unor probleme tehnice. Mai multe informații se găsesc la Phabricator și la wiki-ul MediaWiki. \| Date: Recensăminte sau birourile de statistică - grafică realizată de Wikipedia | |
| | Graficele sunt indisponibile din cauza unor probleme tehnice. Mai multe informații se găsesc la Phabricator și la wiki-ul MediaWiki. |

## Graiul racovicean
Este incontestabil faptul că la mijlocul secolului al XX-lea, majoritatea racovicenilor erau urmașii foștilor grăniceri de odinioară aduși aici de prin toate colțurile Transilvaniei. Cum a fost și firesc, această masivă primenire a populației a avut urmări adânci și asupra graiului locuitorilor, care în trecut s-a diferențiat în multe privințe față de cel al satelor vecine, mai stabile din punct de vedere al omogenității populației.
Situația aceasta s-a menținut, în linii mari, până spre sfârșitul primei jumătăți a secolului al XX-lea, când satul a cunoscut o infuzie tot mai mare de „străini” , sub forma de „refugiați” sau de muncitori la Uzinele Mârșa (numiți și mârșari), fiecare aducând odată cu ei și graiul din părțile de baștină, care a început treptat să-l „impregneze” pe cel local. După „Colectivizarea Agriculturii” de după anul 1950 care a generat exodul de populație cunoscut, concretizat pe de o parte în numărul mare al navetiștilor, iar pe de alta, în numărul mare al tinerilor racoviceni care frecventau diferite școli din afara satului, mișcarea populației a devenit din ce în ce mai importantă.
În acest fel racovicenii au luat legătură cu o lume diversă în modul de a vorbi, elevii au început să-și însușească limba literară, alta decât cea de acasă și de aici dorința tuturor celor „plecați” de a vorbi tot mai frecvent „domnește” , spre a nu trăda că ei, totuși, sunt „neam de straiță” . Așa s-a ajuns în câteva decenii ca graiul străbun să-l mai păstreze doar vârstinicii și numai în relațiile directe între ei. Dacă se mai adaugă la toate aceste cauze și impactul pe care l-a avut și îl are în fiecare zi mass-media, nu este greu să se concluzioneze că peste puțin timp „vorbele bătrânești” se vor întâlni doar prin unele atlase lingvistice sau prin dicționare.

## Iconografie

Protopopul greco-catolic Valeriu Florianu
Ana Ivan, mama sa și copiii
Protopopul greco-catolic Petru Florianu
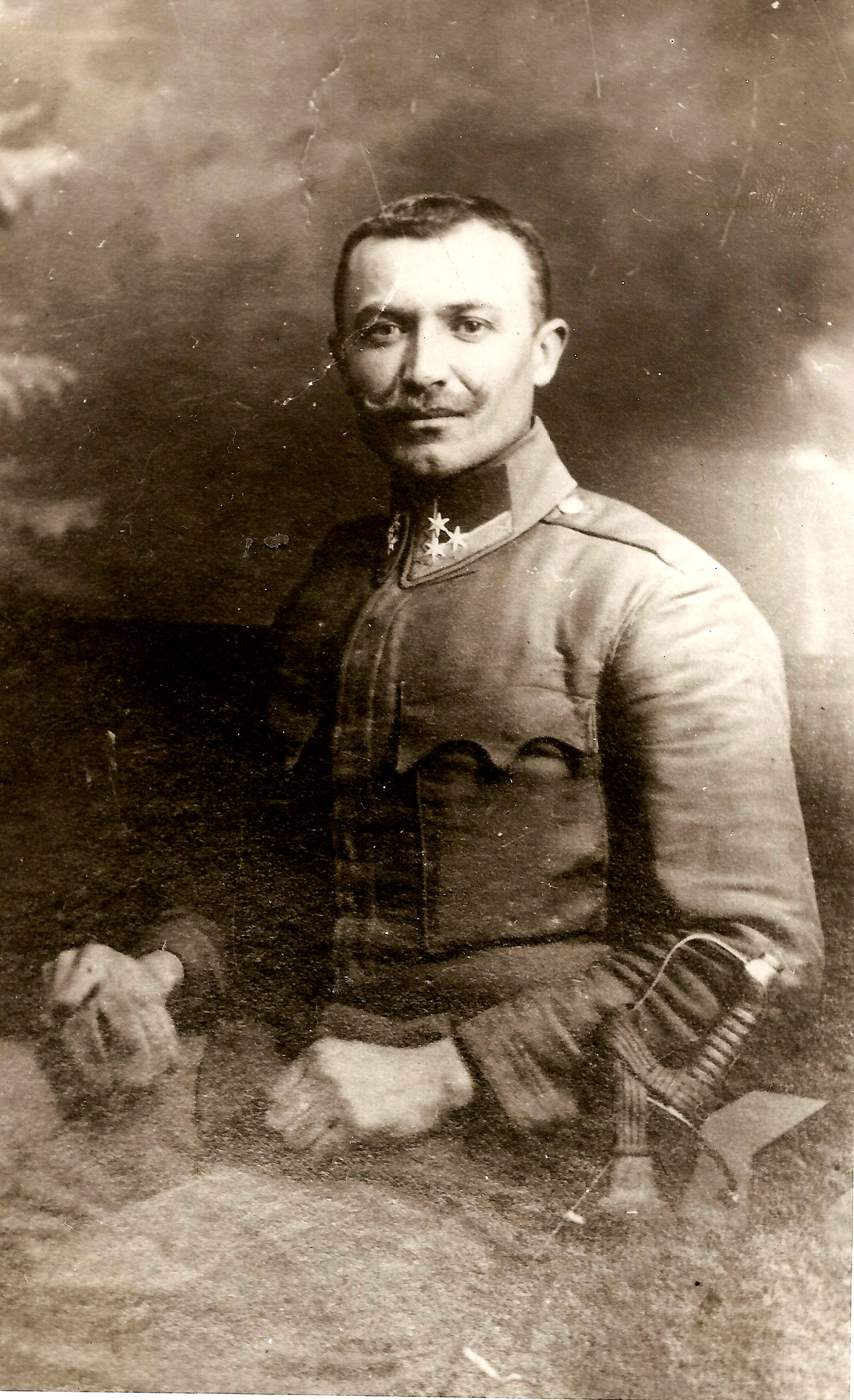
Primarul Ioan Doican
„Moașa Lupii” cu mama sa
Fotografie (cca. 1902-4)
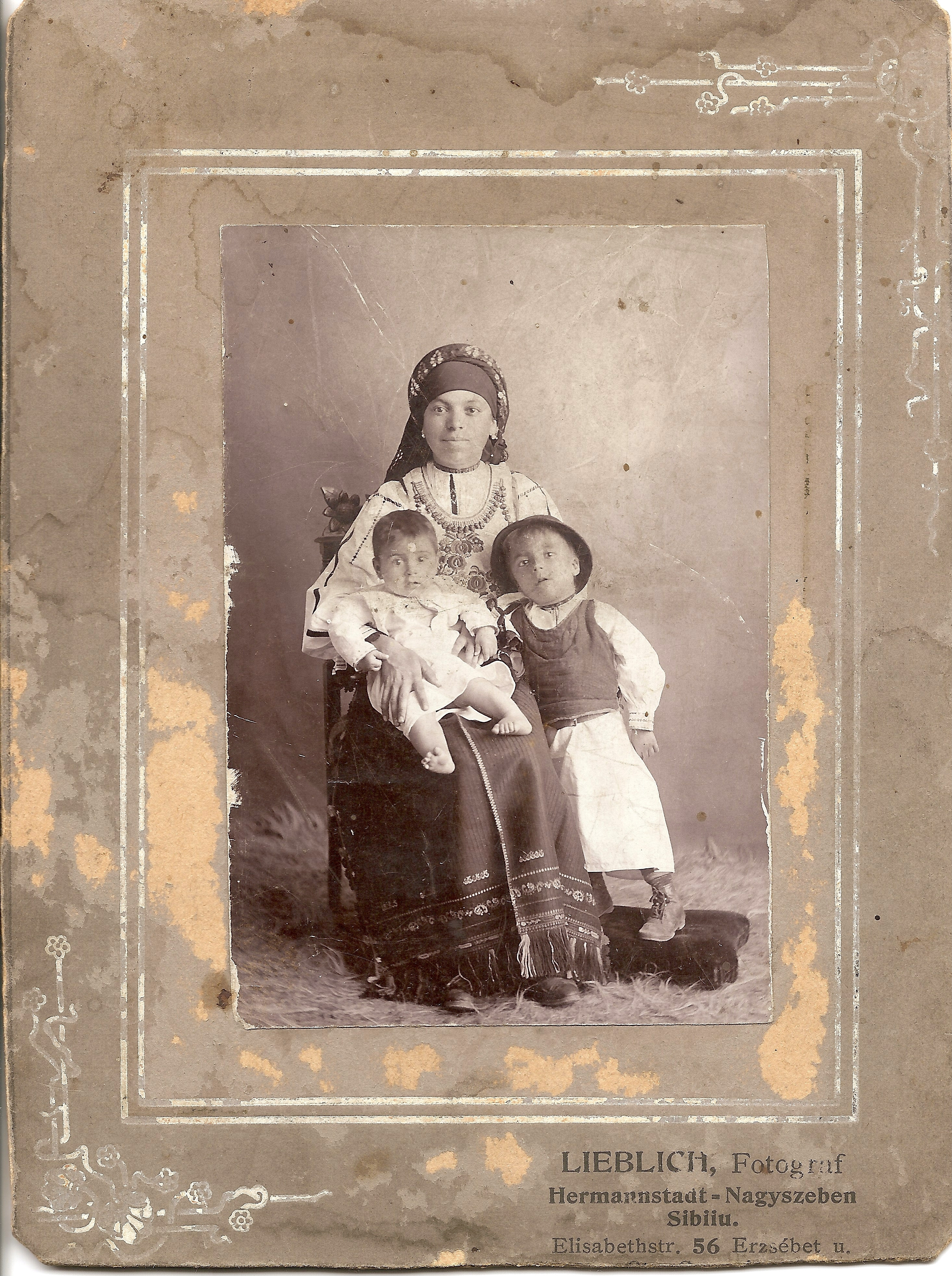
Foto din anul 1910 (vezi verso)
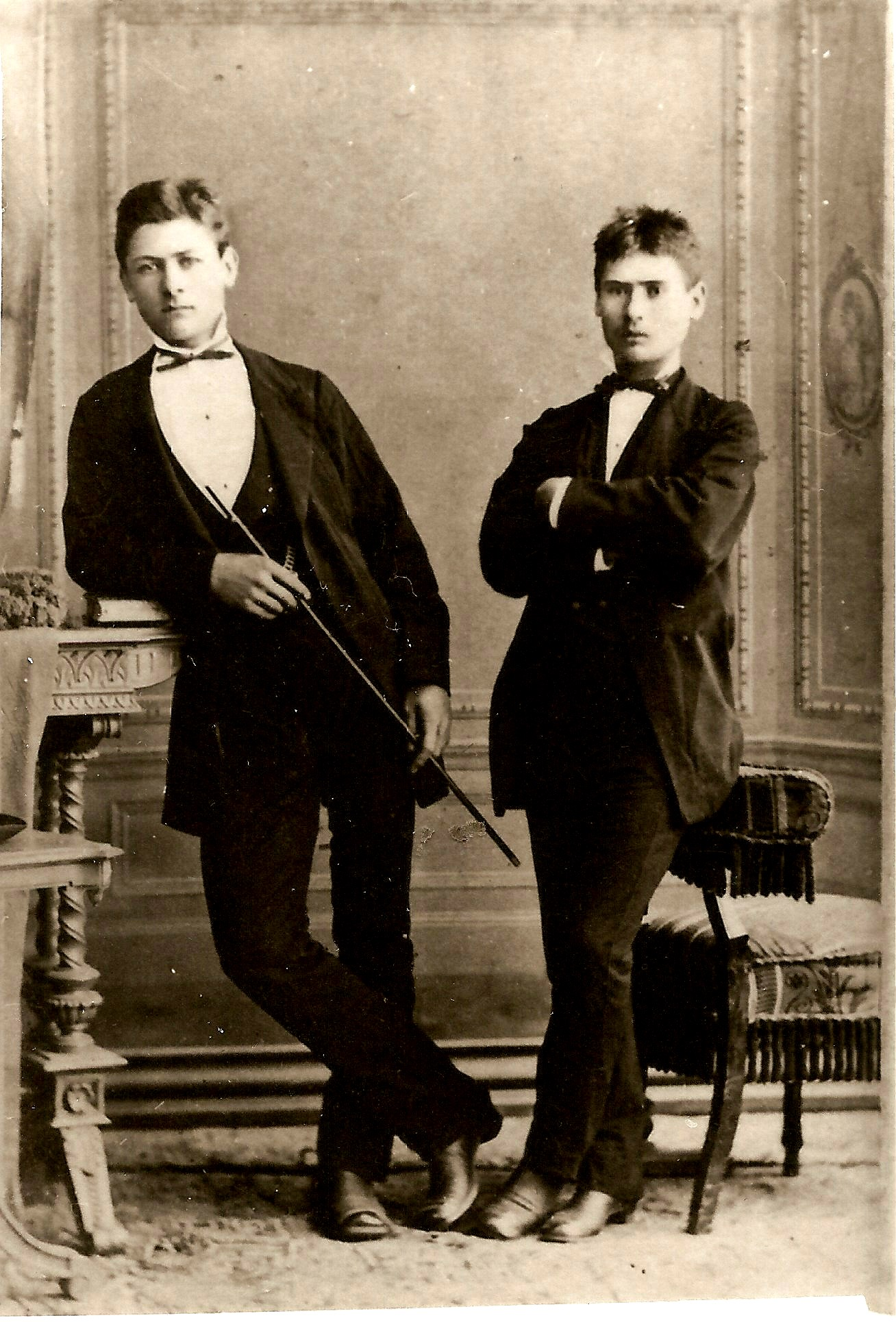
Dionisie și Aurel Florianu studenți la Blaj
Aurel Florianu
Feciori
David Murărescu, fost prizonier în Rusia
Mamă cu copii

## Toponimia
„...toponimia poate fi socotită drept istoria nescrisă a unui popor, o adevărată arhivă unde se păstrează amintirea atâtor evenimente, întâmplări și fapte mai mult sau mai puțin vechi sau importante, care s-au petrecut de-a lungul timpurilor și au impresionat într-un chip oarecare sufletul popular”—Iorgu Iordan
Racovița ilustrează cu certitudine această definiție, drept mărturie stând cele peste 600 toponime inventariate pe hotarul satului, 240 dintre acestea fiind incluse deja într-o lucrare apărută încă din anul 1987 la Iași. Se impune precizarea că toate acestea aparțin „Toponimiei majore” , lor adăugându-li-se încă aproape 100 depistate în conscripțiile satului întocmite în anii 1765 – 1766 cu prilejul includerii satului în granița militară. Majoritatea dintre acestea, astăzi, nu mai sunt „vii” în memoria locuitorilor, explicația stând în aceea că în anii respectivi, racovicenii care nu au vrut să se înscrie ca grăniceri au fost siliți de către autoritățile militare să părăsească satul, în locul lor fiind „colonizați” foști iobagi din alte zone ale Transilvaniei. Este și firesc că noii veniți nu aveau de unde să cunoască toponimia localității și astfel, rând pe rând în decursul anilor, au fost obligați să „boteze” locurile din hotar cu nume „noi” , care s-au păstrat în majoritatea lor până în zilele noastre.
O dată cu „colectivizarea agriculturii” din vara anului 1950 și cu comasarea terenurilor din hotarul satului, unele toponime au dispărut din graiul racovicenilor, apărând altele noi, „adecvate” , cum sunt: „La Arie” , „La Colectiv” , „La Saivane” etc., care prin aplicarea Legii nr.18 vor intra în mod sigur într-un lent - dar sigur - proces de dispariție. În ultimii ani ai secolului al XX-lea au apărut și alte toponime legate de activitatea unor unități economice cum sunt: „La Balastieră” și „La porcărie” , în fostul hotar al „Butineiului” unde s-a înființat „Intreprinderea de selecționare, creștere și îngrășare a porcilor” (I.S.C.I.P.).

## Etnografie

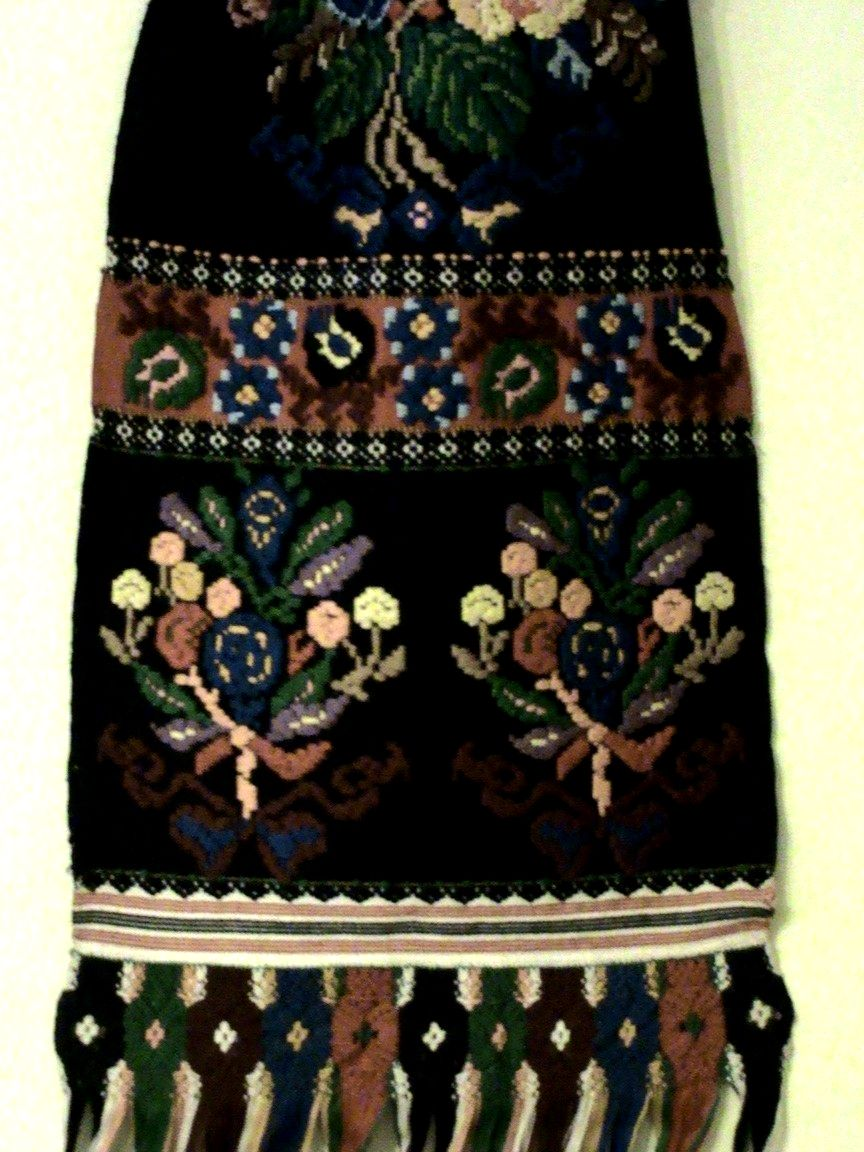
Chindeu „oacheș” din Racovița

Etnografia din Racovița se încadrează în tipologia specifică Țării Oltului, din regiunea Avrigului, având puține elemente de interferență cu Mărginimea Sibiului aflată în imediata apropiere. Așezarea prezintă o dispunere „de-a lungul văii”, cu o structură „îngrămădită” a ulițelor și gospodăriilor, prezentând de asemenea și o dispunere amestecată a caselor „de-a lungul drumului”. Construcțiile gospodărești au evoluat de-a lungul timpului în funcție de evoluția meșteșugurilor de la case din lemn la cele din piatră și terminând cu cele din cărămidă de tip urban, ridicate începând cu jumătatea secolului al XX-lea. În cadrul gospodăriei se disting elemente tradiționale ca poarta, portița, șura, fântâna, grădinuța și „tălchița”. Interiorul locuințelor se individualizează printr-o bogăție cromatică a modelelor florale prezente pe obiectele de podoabă reprezentative cum ar fi „chindeauă” (chindeie), căpătâie, ștergare, merindare și covoare. Meșteșugurile identificate în sat ca fiind elementele definitorii ale vieții localnicilor au fost printre altele fierăritul, zidăritul învățat de la sași, tâmplăritul sau „măsăritul” care o data cu înființarea Școlii inferioare de arte și meserii din sat a dat adevărați meșteri populari în domeniu cum au fost Iosif Ignat și Ioan Udrescu, autorii porții monumentale de la intrarea în Muzeul Tehnicii Populare din Dumbrava Sibiului.
În sat la nivel istoric pot fi consemnate trei mori de apă „cu făcăi”: „Moara lu' Mihăilă”, „Moara lu' Raț” și „Moara lu' Comănean”. De asemenea în sat au mai existat teascuri de o tehnologie mai primitivă pentru obținerea uleiului de sâmburi și pentru tescuirea fructelor și obținerea cunoscutului „liur” și „oțăt de mere”. Din cauza lipsei unor debite suficiente de apă, în Racovița tradițională nu au existat joagăre și nici pive sau dârste. Aceste instalații întâlnindu-se prin satele din jur și căutate ca atare.

### Portul popular

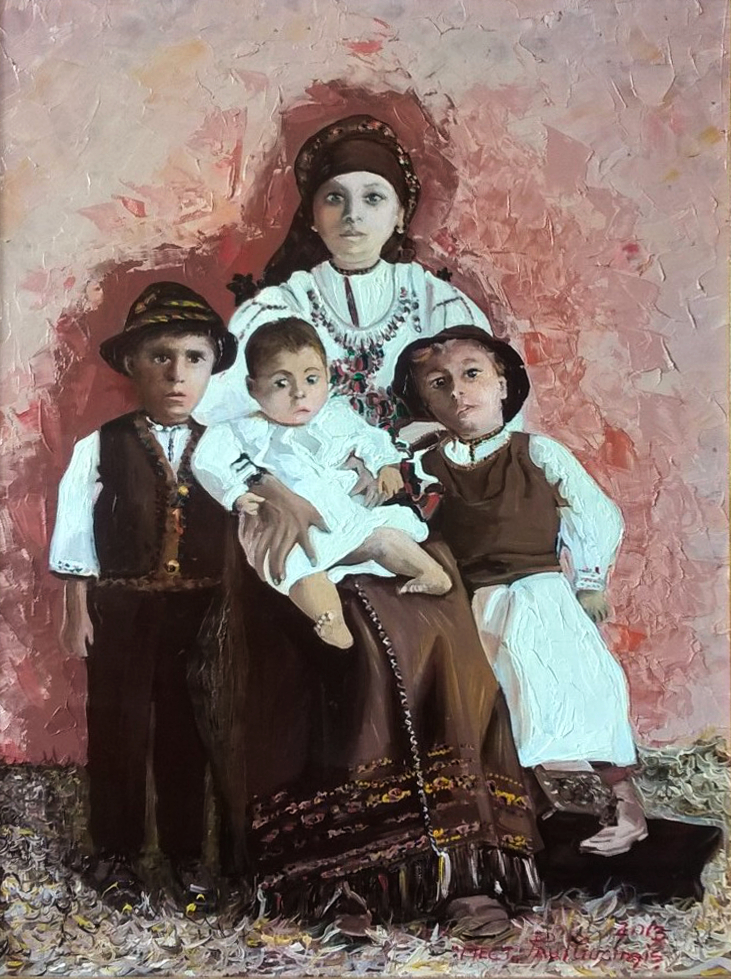
"Tablou de familie", u/c de Paul Mecet

Așa cum a fost el întâlnit până la începutul secolului al XIX-lea, portul popular racovicean s-a caracterizat prin simplitatea sa, majoritatea pieselor sale componente fiind produse ale gospodăriei propri.
La costumul femeiesc, piesele „de rezistență” au fost: vălitoarea albă, cârpele negre sau înflorate, „șurțele” (șorțurile) negre sau „vinete” , în două sau trei foi, catrințele roșii, „românești” sau „oacheșe” , iile cu fodori, pieptarul cu flori roșii și „ciucurei” în aceeași tonalitate, buboul negru sau săin, nelipsit din portul bătrânelor.
Costumul bărbătesc avea următoarele piese specifice: cămașa cu mânecă largă sau cu pumnași, cioarecii albi, strânși pe picior, laibărul și recălul din postav negru, la care, iarna, se adaugă buboul.
În jurul anului 1900, în sat începe să pătrundă costumul femeiesc „săliștenesc” , care devine predominant în deceniile următoare, cu nota sa de eleganță și sobrietate, preluat și dezvoltat într-o variantă locală. Acesta se caracteriza prin cârpa neagră, cu ciucuri, prin ia de „giolgiu” plină de „pui” cusuți cu arnici negru, prin fusta „prisată” acoperită de „șurțe” negre, „tipărite” , prin „fustița” cu „cipcă” , completate cu pantofi „cu ciucurei” și ciorapi negri de mătase, majoritatea acestor piese fiind cumpărate din târg.

### Arta populară

Chindeuț / Milieu tradițional / Emilia Urs, 1965

Așezarea satului, la confluența a două zone etnografice distincte, Țara Oltului și Mărginimea Sibiului, și-a pus pecetea și asupra artei populare, deosebit de bogată atât în formă cât și în conținut. Cu excepția arhitecturii populare, astăzi nu sunt cunoscute componentele manifestărilor artistice ale localnicilor, anterioare înființării graniței militare.
Expulzarea localnicilor în 1765 și popularea satului pe parcursul a mai multor decenii cu elemente aduse de pe întreg teritoriul Transilvaniei (vezi Istoria Racoviței), a atras după, cum era și firesc o restructurare capitală și în domeniul artei populare. Fiecare nou venit a adus cu sine elementele culturii materiale și spirituale ale ținutului de baștină, elemente ce s-au contopit ulterior într-un tipar comun, o sinteză a tot ce a fost mai valoros, o artă populară îmbogățită și cizelată pe parcursul anilor de creatori locali rămași anonimi.
Nume de creatori populari racoviceni au rămas doar din a doua jumătate a secolului al XIX-lea, cum sunt: Elena Murărescu, Emilia Urs, Maria Limbășan, Maria Ignat, Maria Stoica, Maria Balea, Paraschiva Cândea, Paraschiva Lupea, Maria Fogoroș, Ana Fogoroș, Ana Stoichiță, Rafira Fogoroș, Emilia Fogoroș și multe altele. Se remarcă pe lângă cele enumerate, Eva Sârbu, ale cărei realizări au ajuns în faza republicană a festivalului național „Cântarea României” .

## Arheologie

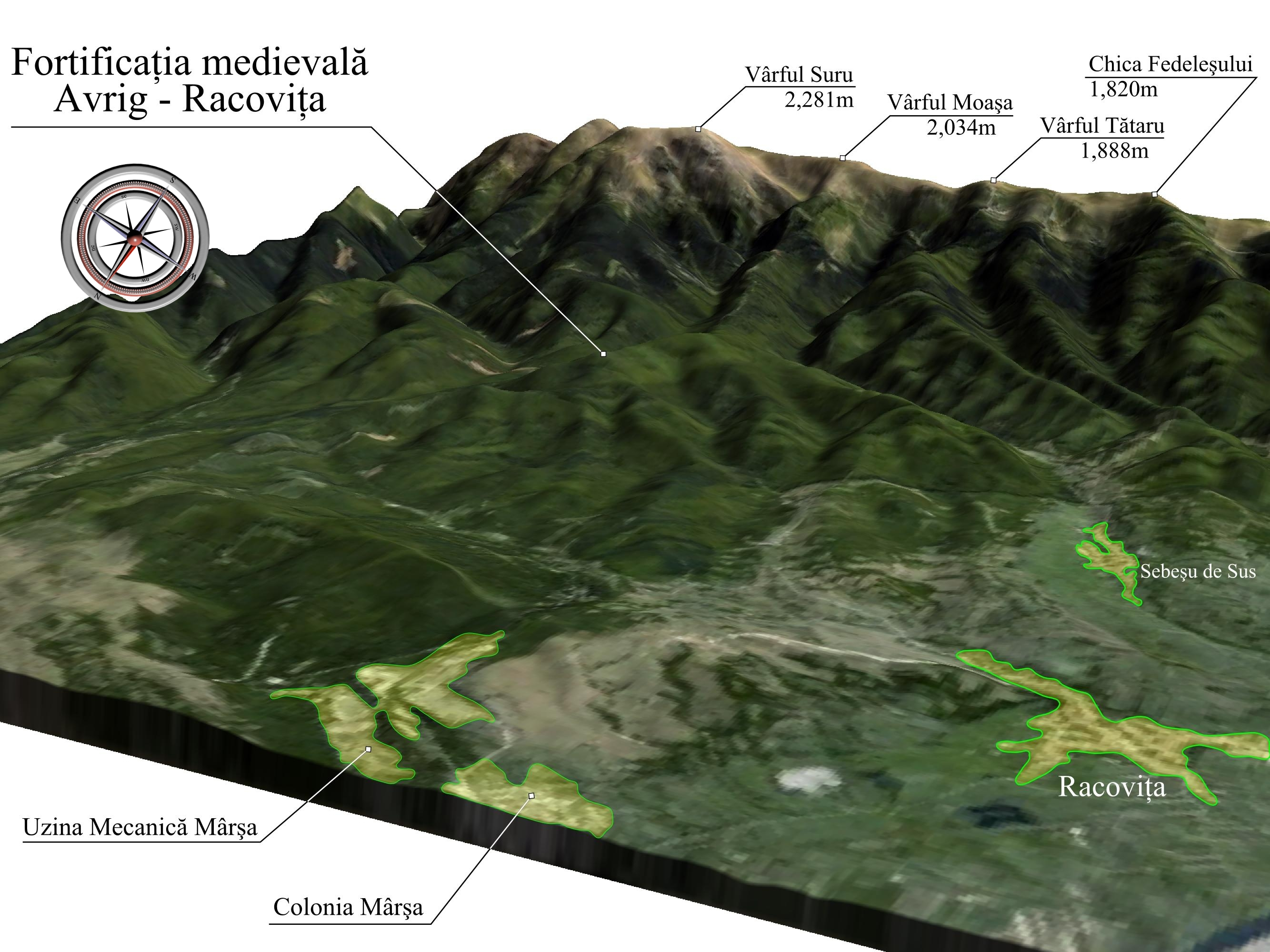
Amplasarea fortificației Avrig - Racovița

Inițiatorii (Sabin Adrian Luca, Paolo Biagi, Michela Spataro, Cosmin Suciu) unui proiect de excavații arheologice (contract de cercetare între ULB Sibiu și Universitatea Foscari din Veneția) început în 2005 au considerat că zona, numărul de descoperiri mezolitice este, la nivelul Transilvaniei, foarte mic în comparație cu descoperirile din zonele limitrofe României. Zona masivului Făgăraș deține un relief care era extrem de favorabil locuirilor mezolitice, la prima vedere. Ultimele studii de sinteză care au încercat să adune toate materialele descoperite în zonă au arătat sărăcia descoperirilor la est de râul Olt și mai ales înspre masivul Făgăraș.
În zona Masivului Făgăraș (chiar și dacă includem zona depresiunii Făgăraș, se pornește de la premiza că, sub acțiunea apelor, piesele paleolitice și mezolitice pot fi angrenate și transportate pe distanțe mai mari) sunt doar câteva puncte cu astfel de descoperiri: Turnu Roșu, punct neprecizat. M. J. Ackner, menționa în 1852, fără a face alte precizări, descoperirea într-un strat diluvial a unui fildeș de „Mammuthus primigenius” ; Racovița  Grădina lui Cărțăoaia.
În anul 1972 localnicul Lupea Cornel a găsit în taluzul drumului care secționa panta unui promontoriu, la baza căreia cele două pâraie Valea Lupului și Valea Bisericii se unesc pentru a se vărsa în Olt, un cioplitor unifacial terminal, pe galet oval din silex maroniu-cenușiu, având o patină foarte pronunțată și un lustru accentuat (8,8 x 9 x 3,6 cm). Se afirmă că această piesă aparține unei industrii arhaice a paleoliticului vechi.
Dr. Petre Beșliu Munteanu a descoperit în 2009 pe teritoriul comunei Racovița situl unei cetăți a cărei datări încă nu este cunoscută. P.B.Munteanu a început o campanie de atragere de tineri pasionați de istorie pentru a începe campania de cercetări arheologice.

[1] Unelte din Evul Mediu
[2] Unelte din Evul Mediu
[3] Unelte din Evul Mediu
Vârf de suliță din Evul Mediu
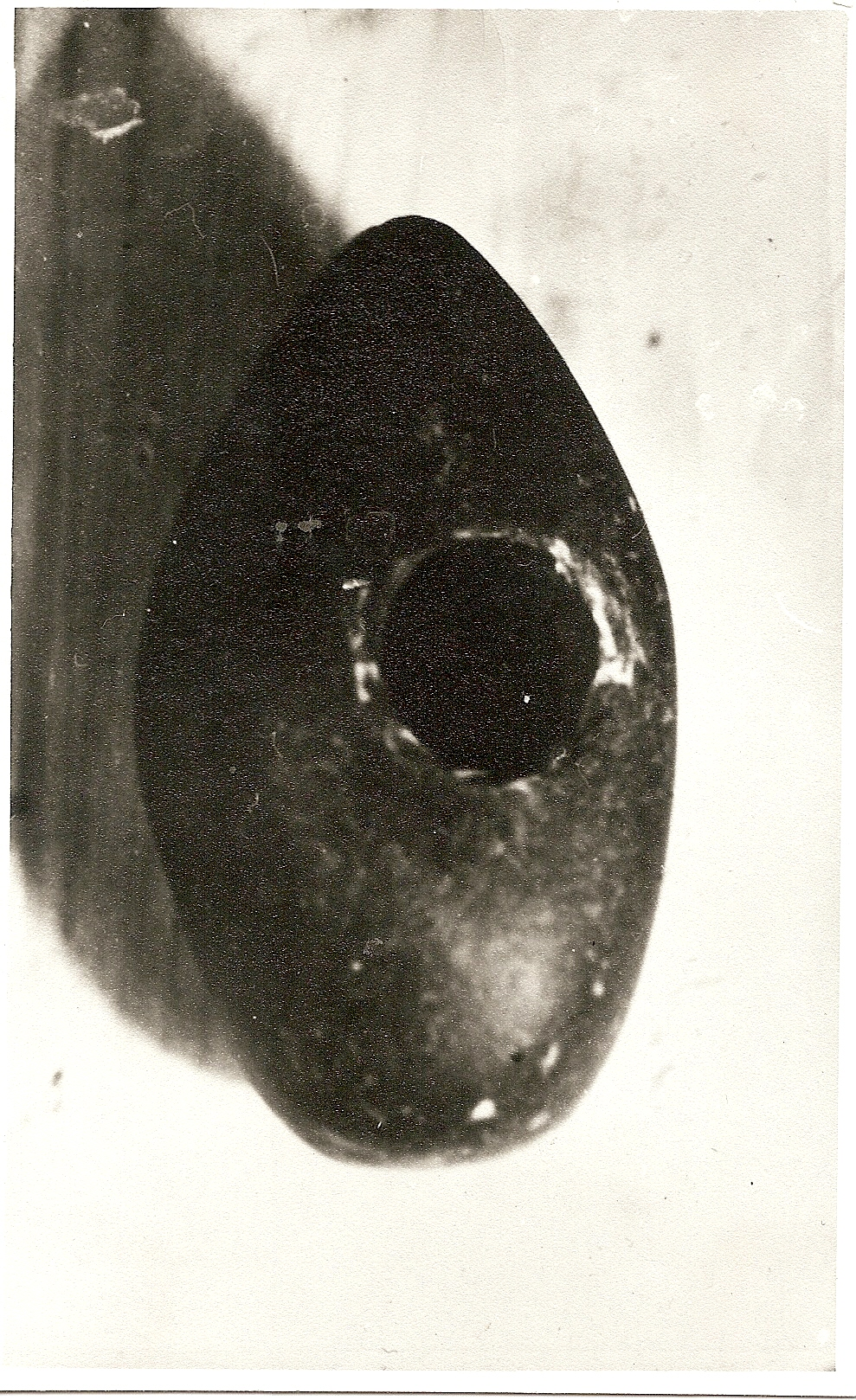
Ciocan șlefuit din epoca neolitică cu o vechime de 3.600 de ani

## Personalități

Dionisie Florianu von Oltrákovicza

- Călinescu Florine (n. 6 aprilie 1878, Racovița – d. 1966, Paris) – cântăreață de operă la Paris.
- Cornel Lupea (n. 1927, Racovița – d. 2000, Victoria) - scriitor și cercetător român.
- Dionisie Drăgoiu (n. 1802, Racovița – d. 1879, Racovița) - căpitan clasa a II-a în cadrul Regimentului I de Graniță de la Orlat, conduce sedința comitetului de înființare al „Fondului școlastic” din 22-24 aprilie 1863 de la Sibiu.
- Dionisie Florianu von Oltrákovicza[86](nobil „de Olt-Racovița”) (n. 1856, Racovița - d. 1921, Viena) – general-maior în armata austro-ungară, membru al „Astrei” , membru al Comitetului de administrare al „Fondului școlastic” .
- Ioan Măcelariu (n.1810(?), Racovița – d. 1901(?), Apoldu de Jos) – primul notar calificat al satului, membru ordinar al „Astrei” , membru în comitetul de înființare al „Fondului școlastic” al regimentului orlățean.
- Ioan Moldovan (n. 1812, Chirileu - d. 1850, Racovița) - paroh greco-catolic al satului și revoluționar fervent în 1848.
- Gheorghe Maxim nobil „de Höchstemberg” (n. 1832, Racovița, – d. 1901, Sibiu) – maior în cadrul Regimentului I de Graniță de la Orlat, membru ordinar și supleant al „Astrei” , vicepreședinte al Comitetului de administrare al „Fondului școlastic” .
- Leonte Opriș (n. 1889, Dridif – d. 1968) - preot greco-catolic, notar, profesor, custode al Muzeului Unirii din Alba Iulia[87].
- Moise Panga (n.1804, Racovița – d. 1866, Orlat) – învățător și pedagog, publicist, membru de onoare al „Astrei” , membru în comitetul de înființare al „Fondului școlastic” .
- Petru Florianu (n. 1828, Biertan- d. 1895, Racovița) - paroh greco-catolic al satului și membru ordinar al „Astrei” încă de la înființare.
- Valeriu Florianu (n. 1864, Racovița - d. 1946, Racovița) - paroh greco-catolic, notar, învățător și catehet, președinte și inspector al școlilor greco-catolice, membru al „Astrei” și președinte al Comitetului de administrare al „Fondului școlastic” în perioada 1922-1939.
- Victoria Murărescu (n. 1949, Racovița) - prozatoare și eseistă, membră a Uniunii Scriitorilor.
- Liviu Mănduc (n. 1909, Viștea de Sus – d. 1999) – inginer român, profesor și decan al Facultății de Mecanică din Cluj (1963 – 1964), întemeietor și prim decan al Facultății de Electrotehnică din Cluj (1964 – 1972).

## Galerie de imagini

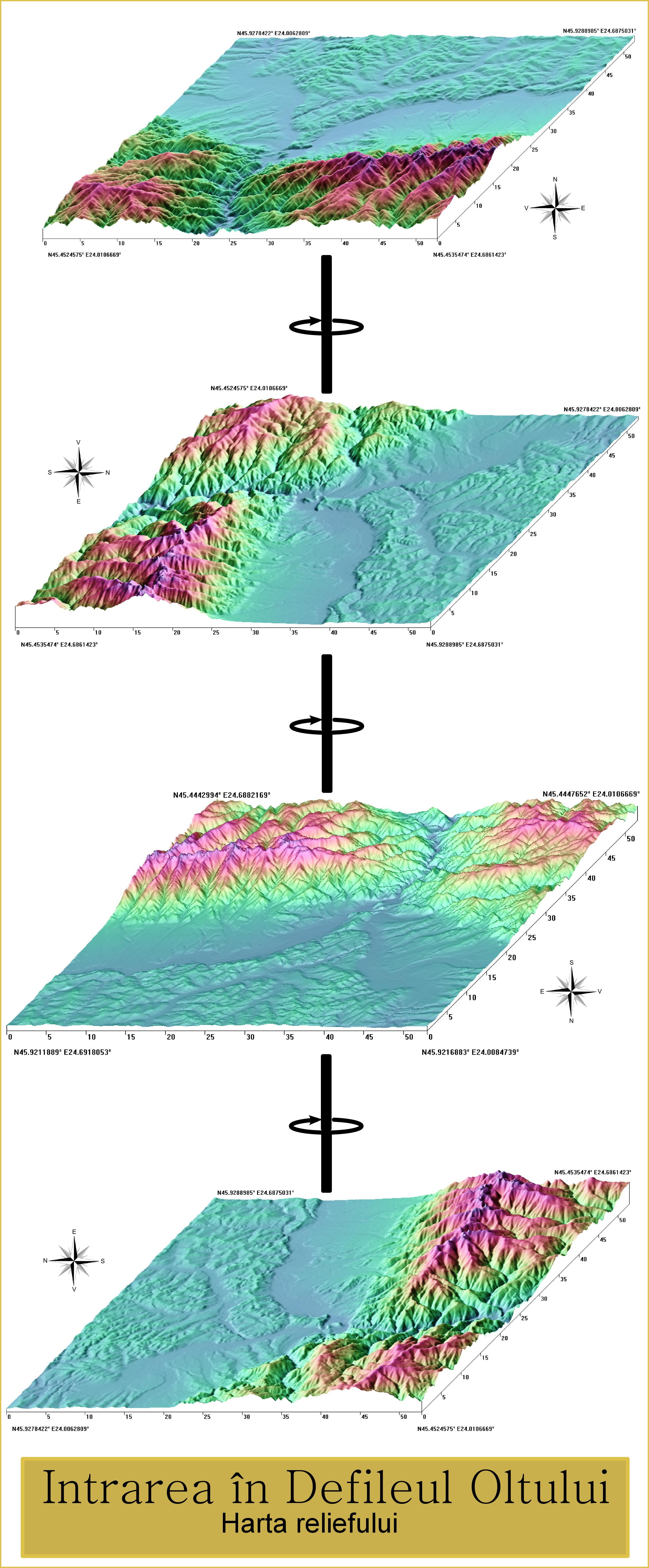
Harta reliefului la intrarea Oltului în defileu
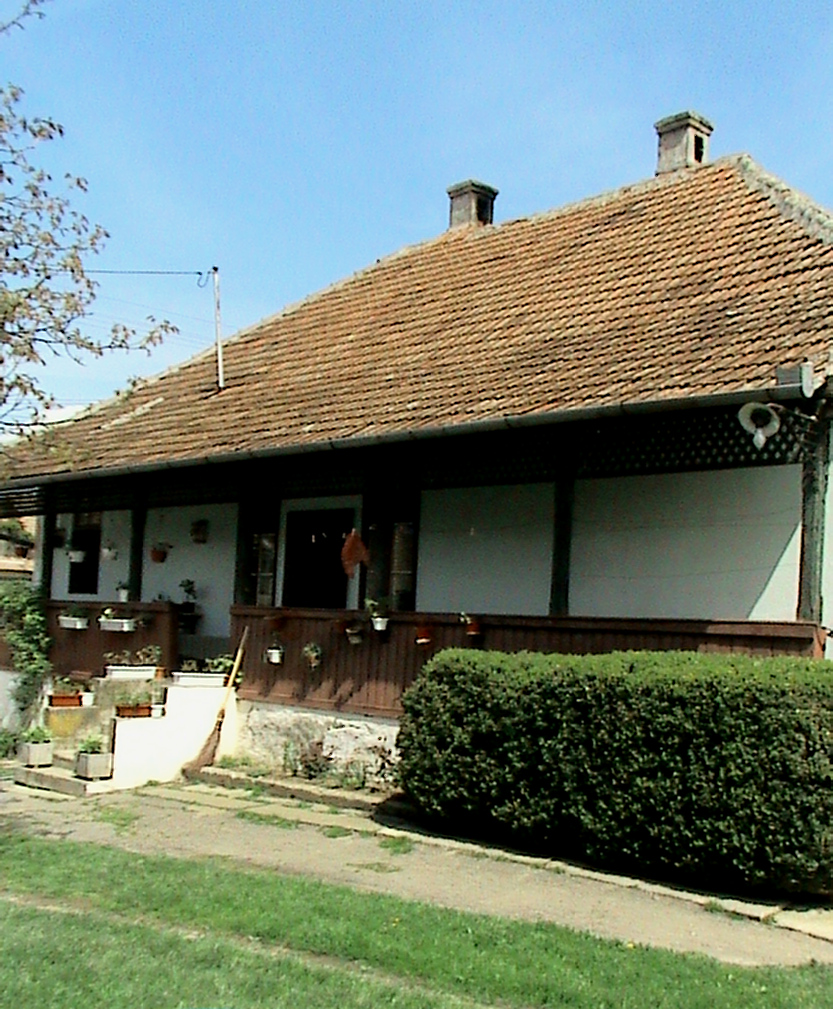
Fosta școală grănicerească (interior).
„Căminul cultural” construit pe „Plațul Ariștii” .
Fronton de casă veche.
Bivol venind cu „ciurda” pe Vale'n Sus.
Ulița Donului înspre Vale.
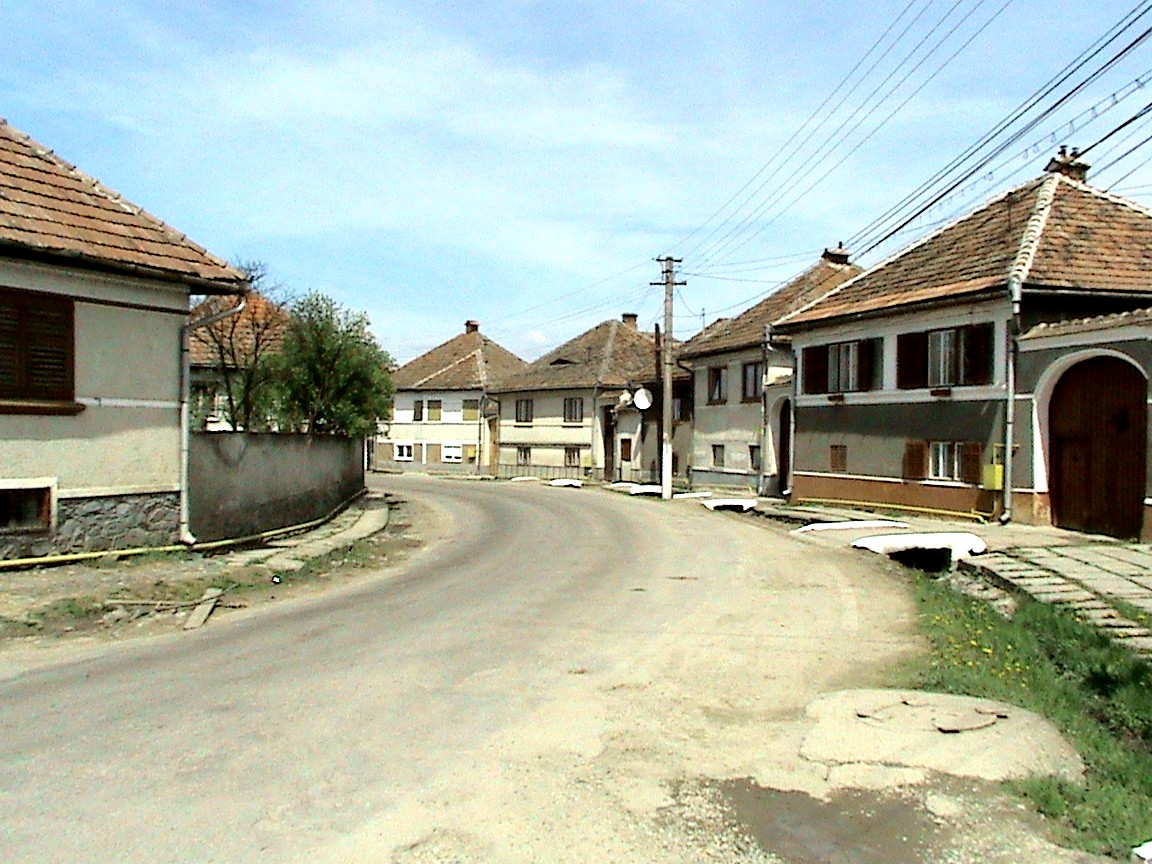
Ulița Donului „în curbă” .
„Ulița a Mare”
„Pe Vale'n Sus” .
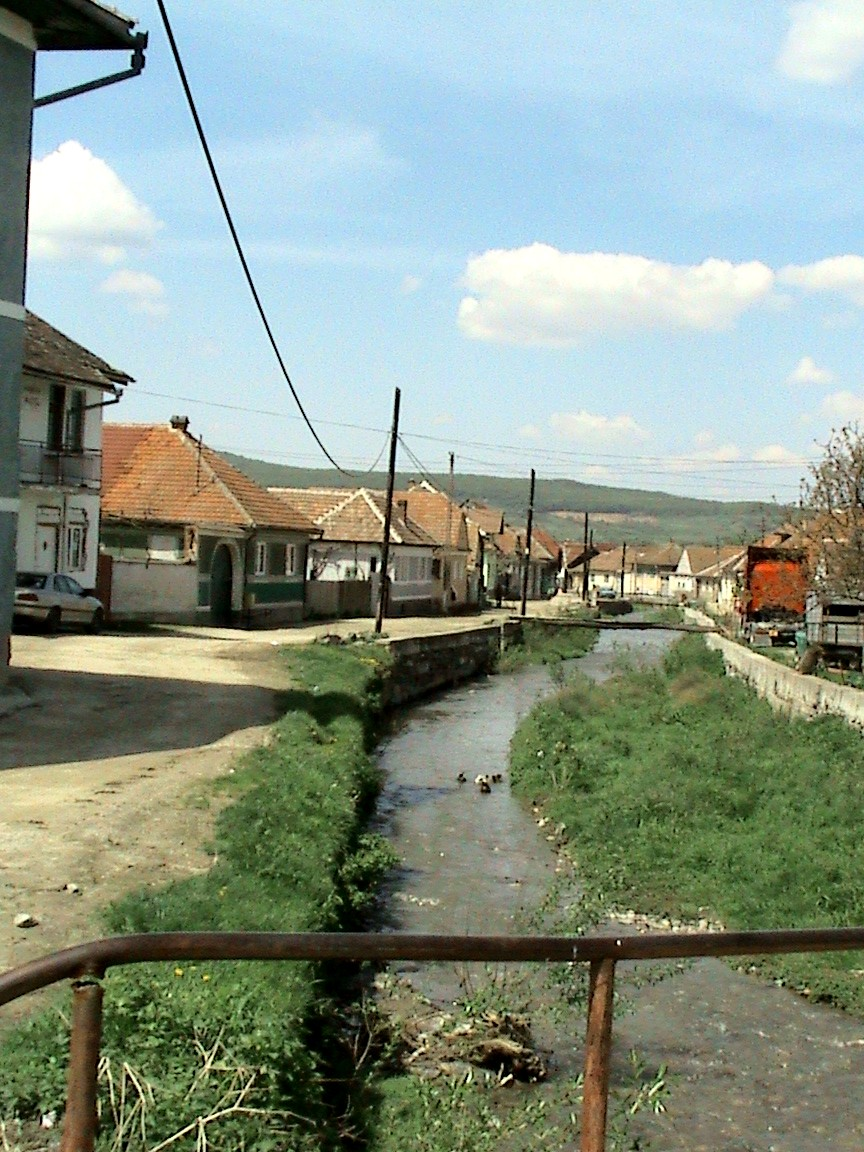
„Pe Vale'n Jos”
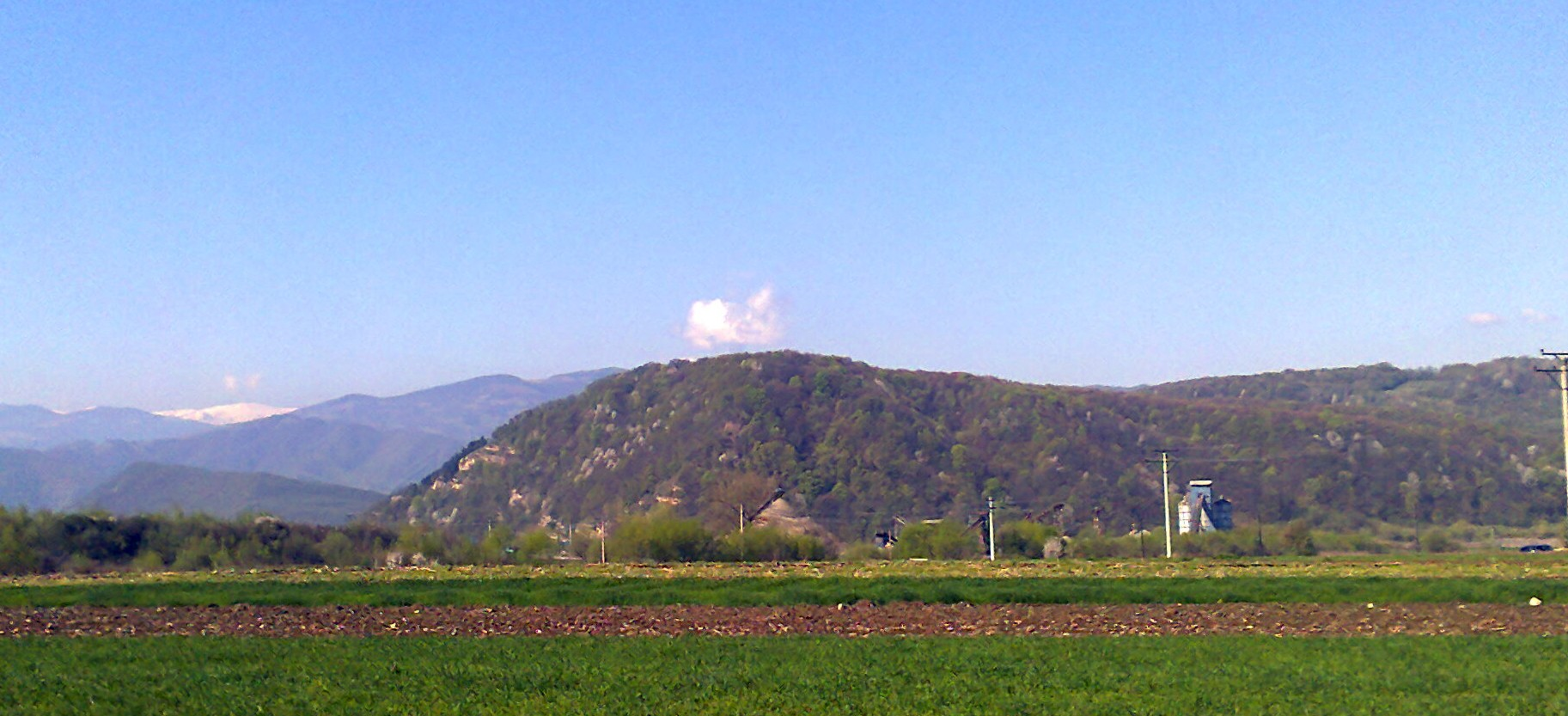
Piscul „Cioru”, la baza căruia curge Oltul
Iconostasul bisericii ortodoxe, pictat de Octavian Smigelschi.

## Galerie video

Panoramic al reliefului din zona Racovița
Panoramic virtual din Vârful Suru
- Obicei de nuntă(1)
Panoramic de relief al Vârfului Suru

## Primarii comunei
- 1996[88] – 2000 – Stoica Cornel, de la USD
- 2000[89] – 2004 – Vasiu Nicolaie, de la CDR
- 2004[90] – 2008 – Vasiu Nicolaie, de la PSD
- 2008[91] – 2012 – Peciu-Florianu Florina, de la PDL
- 2012[92] – 2016 – Simion Olariu, de la USL
- 2016[93] – 2020 – Simion Olariu, de la PNL
- 2020[94] – 2024 – Voicu Andreea, de la PNL

## Muzică populară
- Anca Mărginean[95]
  - ro Anca Mărginean – BlogSpot

## Asociații de înfrățire - prietenie

Emblema asociației

- fr Le Comité de jumelage Carquefou-Racovița Arhivat în 6 martie 2016, la Wayback Machine.